# TV Grambke-Bremen
Der Turnverein Grambke-Bremen 1895 e. V. war ein Sportverein aus dem Ortsteil Burg-Grambke im Norden der Stadt Bremen.
Der Verein bot mehrere Abteilungen, wie eine Badminton-, Handball-, Prellball-, Sportangel-, Tennis- und Tischtennisabteilung sowie Wandern, Tanzen und eine Selbstverteidigungsabteilung an. Der Verein zählte vor der Fusion mit dem Nachbarn SGO Bremen etwa 1000 Mitglieder.

## Handballabteilung
Bekannt wurde der Verein in den 1970er Jahren, als die Mannschaft 1972 als Meister der Regionalliga Nord erstmals in die damals noch zweiteilige Handball-Bundesliga aufstieg. In der Stadthalle Bremen fanden die Heimspiele statt. Die Torjäger Rolf Harjes und Wilfried Lankenau wurden in die Nationalmannschaft berufen. Nach drei Jahren Erstligazugehörigkeit stiegen die Nordbremer 1975 in die Regionalliga ab. Doch 1976 gelang der sofortige Wiederaufstieg. Als Aufsteiger verpassten die Grambker dann knapp den Sprung in die neue einteilige Handball-Bundesliga, die 1977 gebildet wurde, und mussten erneut zurück in die Regionalliga Nord. 
Doch wieder gelang der Aufstieg: 1978/79 war Grambke in der einteiligen Bundesliga dabei und konnte den Klassenerhalt erreichen. Neben Mannschaftskapitän Harjes und Nationalspieler Roberto Pries trat dabei ein junger Spieler in den Blickpunkt, der anschließend beim THW Kiel als Nationalspieler und Manager Karriere machte: Uwe Schwenker, Sohn des Bremer Handballidols Hinrich Schwenker. In der Saison 1979/80 stiegen die Bremer jedoch wieder ab. 
In späteren Jahren schafften die Schwarzgelben für einige Jahre den Sprung in die 2. Bundesliga Nord. Doch finanzielle Probleme führten zum vorläufigen Ende des Spitzenhandballs beim TV Grambke.
Seit der Saison 2005/06 spielte der TV Grambke Bremen in der neu formierten Verbandsliga Nordsee und erreichte dabei die Plätze 5 und 4. In der Saison 2009/2010 spielt der Verein in der Oberliga Nordsee.
Im Jahr 2010 fusionierte der TV Grambke mit der SG Oslebshausen zur SV Grambke/Oslebshausen.
Die 1. Herren spielt seitdem unter neuem Namen in der Landesliga Bremen. Die Vereinsfarben sind nun gelb/blau.